# کلات تنگ خور
کلات تنگ خور مربوط به دوران‌های تاریخی پس از اسلام است و در شهرستان لامرد، بخش اشکنان، روستای لاور واقع شده و این اثر در تاریخ ۲۴ تیر ۱۳۸۲ با شمارهٔ ثبت ۹۲۲۹ به‌عنوان یکی از آثار ملی ایران به ثبت رسیده است.